# Silvester Takač

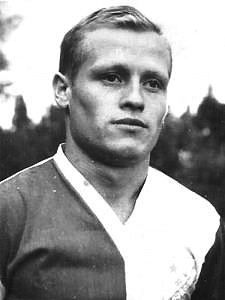
Silvester Takač (1970)

Silvester Takač (serbisch-kyrillisch Силвестер Такач; * 8. November 1940 in Đurđevo) ist ein ehemaliger serbisch-jugoslawischer Fußballspieler und -trainer.

## Sportlicher Werdegang
Takač rückte als Teenager Ende der 1950er Jahre in den Kader des FK Vojvodina. Schnell etablierte sich der Offensivspieler in der Prva Liga und avancierte zum jugoslawischen Nationalspieler. Nachdem er am 10. April 1960 bei der 1:2-Niederlage gegen Israel im Rahmen der Qualifikation zu den Olympischen Sommerspielen 1960 debütiert hatte, gelang ihm beim die Teilnahme sichernden 5:0-Erfolg über Griechenland – gegenüber den punktgleichen Israelis ergab sich ein besserer Torquotient – sein erster Länderspieltreffer. Im August gehörte er zum Turnierkader, kam beim Gewinn der Goldmedaille aber nur im Rahmen der Gruppenphase beim 4:0-Sieg über die Türkei zum Einsatz. In der Folge hielt sich Takač im Kreis der Auswahlmannschaft, kam aber nur unregelmäßig zum Einsatz. Parallel lief er an der Seite von Todor Veselinović und Đorđe Pavlić in der Meisterschaft auf, der Klub schwankte zwischen Mittelfeld und vorderer Platzierung, über den Messestädte-Pokal kam er zudem zeitweise auch zu internationalen Spieleinsätzen auf Vereinsebene. Bei den Olympischen Sommerspielen 1964 gehörte er erneut zum Kader, kam aber erst im gegen die als gesamtdeutsche Mannschaft antretende DDR-Olympiaauswahl verlorenen Viertelfinale sowie der anschließenden Platzierungsrunde zum Einsatz.
In der Spielzeit 1965/66 trug Takač als bester vereinsinterner Torschütze mit 13 Saisontoren zum erstmaligen Gewinn des Meistertitels durch den FK Vojvodina bei, Vizemeister Dinamo Zagreb hatte acht Punke Rückstand. Nach Erreichen der Altersgrenze von 26 wurde ihm daraufhin im Januar 1967 die Freigabe für einen Wechsel ins westliche Ausland erteilt. Er schloss sich dem französischen Klub Stade Rennes UC in der Division 1 an, der sich zum Jahreswechsel zudem mit dem portugiesischen Nachwuchstalent Manuel Mendoza verstärkte. Schnell etablierte er sich als Spielmacher hinter dem Sturmduo Daniel Rodighiéro und Giovanni Pellegrini. Während in der Meisterschaft nur ein Mittelfeldplatz heraussprang, erreichte der Klub in der Coupe de France 1966/67 das Halbfinale. Nach einem 0:0-Remis im regulären Spiel fiel im Wiederholungsspiel im Parc des Princes die Entscheidung zugunsten des FC Sochaux, bei der 3:4-Niederlage hatte Takač doppelt getroffen. In der Spielzeit 1967/68 war er mit 15 Saisontreffern vereinsintern bester Torschütze, erneut reichte es mit dem 14. Tabellenplatz nur für einen Rang im tabellarischen Nirgendwo.
Im Sommer 1969 entspann sich um Takač, der mit 13 Treffern in der Spielzeit 1968/69 erneut als Torschütze reüssiert hatte, eine Kontroverse. Während Olympique Marseille nach guten Erfahrungen mit seinem Landsmann Josip Skoblar, der 1970 tatsächlich von OM zurückgeholt wurde, um seine Dienste buhlte, hatte er bereits eine Vereinbarung mit Standard Lüttich unterzeichnet. Nachdem anschließend Funkstille herrschte unterzeichnete er unter der Annahme, der Vertrag sei nicht zustande gekommen, einen Vertrag in Marseille. Nach einem folgenden Protest gab der Ligaverband Ligue de Football Professionnel zunächst OM recht, sprach aber gleichzeitig eine dreimonatige Sperre für den Spieler aus. Da die Fédération Française de Football jedoch nicht rechtzeitig gegenüber dem belgischen Verband reagiert hatte, entschied die UEFA jedoch nach einem entsprechenden Widerspruch Standard Lüttichs zugunsten des belgischen Klubs, der bereits die Ablösesumme in Höhe von 15 Millionen Francs gezahlt hatte.
Bei Standard Lüttich traf Takač auf seinen jugoslawischen Landsmann Milan Galić, die beiden führten als beste Torschützen des Klubs die vom Franzosen René Hauss trainierte Mannschaft zur erfolgreichen Titelverteidigung in der 1. Division. In der Spielzeit 1970/71 holte Vereinskamerad Erwin Kostedde den Titel des Torschützenkönigs, zudem wurde erneut der Meistertitel gewonnen. Zwar gelang in der Spielzeit 1971/72 als Dritter hinter dem RSC Anderlecht und dem FC Brügge, Takač zeichnete sich jedoch im Saisonverlauf als zentraler Torschütze aus und war vor dem Tschechen Ľudovít Cvetler bester vereinsinterner Torschütze der Liga und krönte sich im Europapokal der Landesmeister 1971/72 gleichauf mit Antal Dunai (Újpesti Dósza SC), Lou Macari (Celtic Glasgow) und Johan Cruyff vom Titelträger Ajax Amsterdam mit fünf Treffern zum Torschützenkönig des Wettbewerbs. Dabei war der belgische Vertreter im Viertelfinale nur durch die Auswärtstorregel gegen den späteren Finalisten Inter Mailand ausgeschieden. Im Landespokalwettbewerb 1971/72 verpasste er den Titelgewinn erst im Endspiel, der RSC Anderlecht holte sich durch einen Treffer von Paul Van Himst mit einem 1:0-Finalsieg das Double. Auch die Neuauflage in der folgenden Saison ging zugunsten des RSC aus, ein Doppelpack des Ungarn Attila Ladinszky reichte trotz des 1:2-Anschlusstreffers von Wolfgang John via Strafstoß für RSC zur Titelverteidigung.
1974 wechselte Takač zum FC Konstanz in die Amateurliga Südbaden, wo er später Spielertrainer wurde. Anschließend kehrte er nach Belgien zurück, als ihn der im Abstiegskampf befindliche RFC Lüttich holte. Nachdem der Klub zeitweise im mittleren Tabellenbereich rangiert hatte, wechselte er als Trainerassistent von Rinus Michels zum 1. FC Köln. Im DFB-Pokal 1982/83 holten sie gemeinsam den Titel. Nach der Trennung von Michels kurze Zeit später war er zunächst auch unter dessen Nachfolger Hannes Löhr tätig.
Im Sommer 1984 holte Hauss, der zwischenzeitlich den Managerposten beim FC Sochaux übernommen hatte, Takač als Cheftrainer zum Klub. Im folgenden Sommer folgte Takač Hauss zu Racing Paris und wurde durch Jean Fauvergue beerbt. Im Oktober 1986 wurde er dort jedoch entlassen und im Sommer 1987 vom FC Sochaux zurückgeholt, der Fauvergue zwischenzeitlich entlassen hatte und unter dessen Nachfolger Paul Barret in die Division 2 abgestiegen war. Mit nur zwei Saisonniederlagen wurde er mit dem Absteiger in der Zweitligasaison 1987/88 unangefochtener Zweitligameister, zudem erreichte er das Endspiel um die Coupe de France 1987/88. Dort musste sich der Noch-Zweitdivisionär trotz zwischenzeitlicher Führung durch Stéphane Paille nach dem Ausgleichstreffer von Eric Black dem FC Metz im Elfmeterschießen geschlagen geben. Mit fünf Punkten Rückstand auf Meister Olympique Marseille platzierte sich der Neuling in der Spielzeit 1988/89 in den UEFA-Pokal-Rängen, im folgenden Jahr wiederholte der Klub als Vierter den Erfolg. Anschließend rutschte die Mannschaft in der Tabelle ab, im Dezember 1994 ersetzten die Klubverantwortlichen ihn durch Jacques Santini.
Später folgten für Takač kürzere Engagements im französischen Fußball bei US Créteil und OGC Nizza, wo er Anfang 1997 nach der Entlassung von Daniel Sanchez die im Abstiegskampf befindliche Mannschaft übernahm. Am Ende der Spielzeit 1996/97 wurde sie Tabellenletzte, konnte jedoch in der Coupe de France 1996/97 gegen den Ligakonkurrenten EA Guingamp im Elfmeterschießen den Titel gewinnen. Dennoch wurde er durch Michel Renquin ersetzt, kehrte aber nach einem missratenen Start in die Zweitligasaison 1997/98 zurück und führte den Klub zum Klassenerhalt. Im Sommer 1998 wurde Victor Zvunka als neuer Trainer geholt. Später war er bei Raja Casablanca und CS Sfax noch jeweils kurzzeitig tätig.